# Коміцій
Коміцій (лат. Comitium, італ. Comizio) — місце на Римському Форумі де проходили Коміції у часи Римської республіки.

## Історія
Знаходився біля Курії Юлія, Ростри та Базиліки Юлія. 
Його вигляд багато разів змінювався. Спочатку то було кругле за формою місце, що нагадувало амфітеатр. На краю коміція знаходилася трибуна для виступів — Ростра. У пізніші часи не всі римські громадяни вміщалися там, тому промовець звертався вже не до Коміція, а до більшого форуму. 
Після багатьох перебудов від коміція залишилося небагато.

## Галерея

План
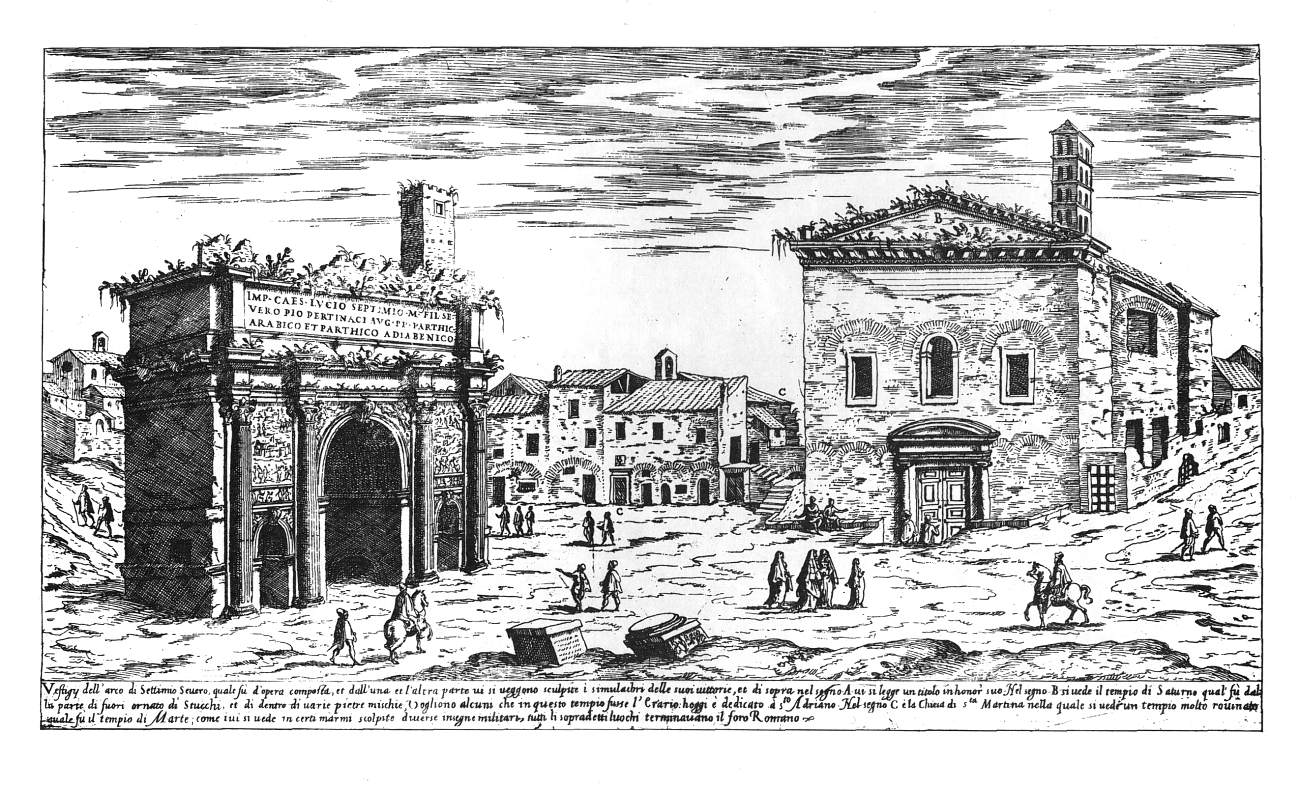
Гравюра
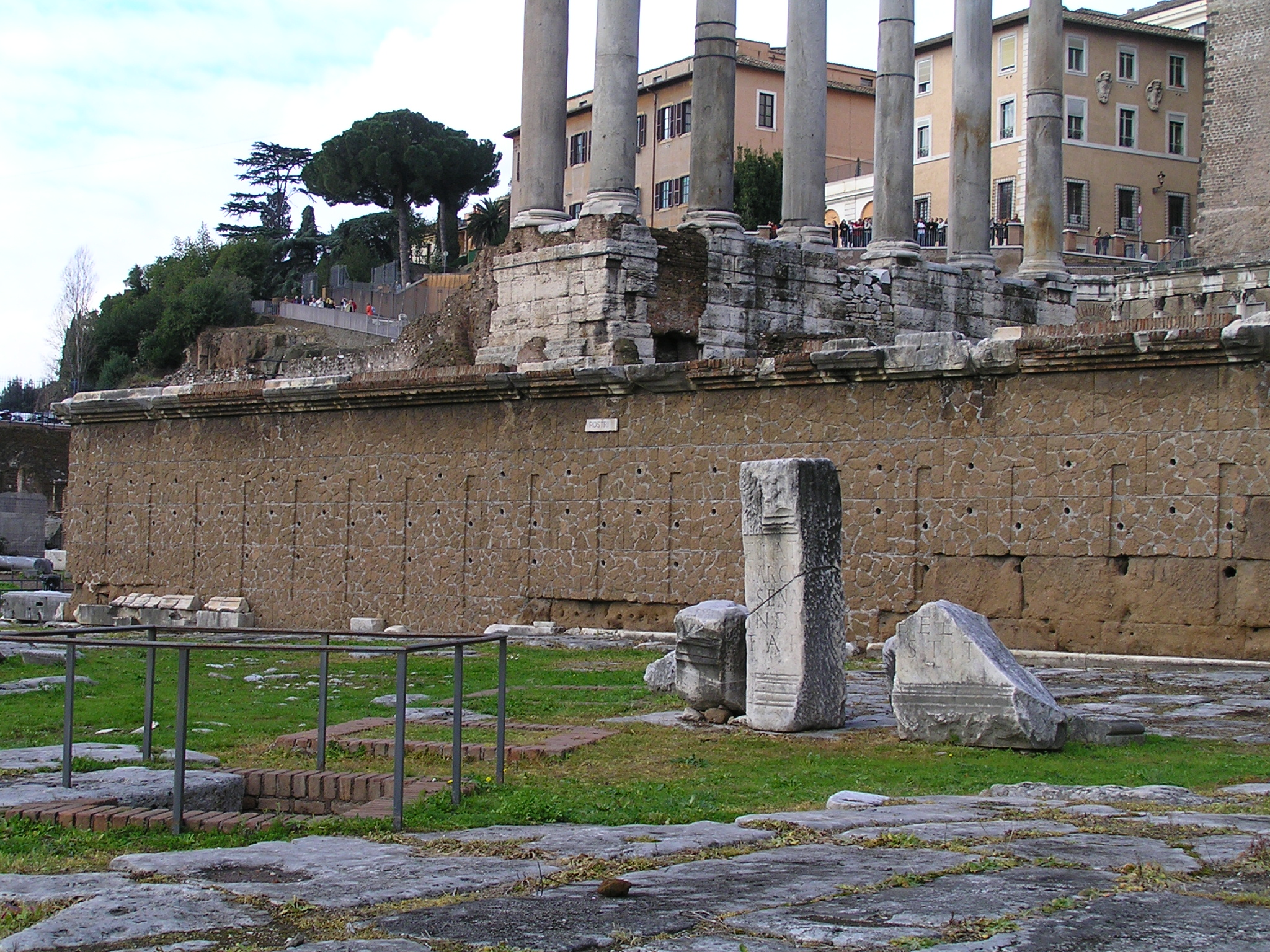
Коміціум, біля Ростри